# Stemma del Massachusetts

Stemma del Massachusetts

Lo stemma del Massachusetts (ufficialmente in inglese Great Seal of the Commonwealth of Massachusetts, ossia Gran Sigillo del Commonwealth del Massachusetts) è stato adottato nel 1780. 
Esso è circondato dalla dicitura in lingua latina Sigillum Reipublicæ Massachusettensis. 
Al centro del sigillo vi è uno scudo araldico di colore blu in cui è raffigurato un nativo americano Algonchino con arco e freccia. La freccia è puntata verso il basso, il che è simbolo di pace.
Una stella bianca a cinque punte appare accanto alla testa della figura. 
Un nastro anch'esso blu (colore che identifica le Blue Hills) circonda lo scudo e reca il motto Ense petit placidam sub libertate quiete (tradotto dal latino "Cerchiamo la pace con la spada, ma la pace esiste solamente sotto la libertà").
Al di sopra dello scudo è collocato un altro simbolo, ossia un braccio piegato che impugna una spada avente una lama molto fine.